# 黎刹日
黎刹日（12月30日），又名革命英雄日，是菲律賓為紀念菲律賓民族革命英雄黎刹就義而設立的紀念日。當日全國放假一天。

## 節日由來
西班牙人早在1565年起就佔領了菲律賓群島，開始殖民統治。
1861年6月19日，後被譽為“菲律賓國父”、“馬來偉人”的黎刹（José Rizal）於菲律賓内湖省卡蘭巴鎮出生。他從年輕起就投身西班牙殖民統治的改革工作中，曾多次發表出版愛國反西題材的書籍、詩歌來宣傳改革。
1892年6月，黎刹從香港返回菲律賓，建立起一個非暴力改革社團菲律賓聯盟。1896年，一個名叫卡蒂普南（Katipunan）的激進社團叛亂，儘管黎刹與此毫無關係，西班牙殖民當局還是將他逮捕，並在同年12月30日凌晨以「非法結社和文字煽動叛亂」的罪名在馬尼拉將他處決。在處決前，黎刹還與未婚妻約瑟芬·布蕾肯（Josephine Brecon）舉行了刑場婚禮。
黎刹的就義，引起菲律賓人民反殖民統治情緒高漲，使菲律賓人意識到除了脫離西班牙獨立外別無選擇。随着卡蒂普南革命的发展，菲律賓對西班牙獨立革命在全国迅速蔓延（1896年–1898年）。1898年6月12日菲律賓宣告脫離西班牙獨立，建立菲律賓第一共和。

## 歷史
黎刹日最早是由菲律宾总统埃米利奧·阿奎納多於1899年設立的，作為紀念黎刹和所有在西班牙殖民統治菲律賓期間為國捐軀者的全國性節日。北甘馬粦省達特是全國第一個參加此節日的城市。他們亦為此與比科爾合資建立了一個紀念碑。該紀念碑於1899年2月完工。在那個三級石柱上，刻著黎剎的著作《不許犯我》（Noli Me Tangere）、《起義者》（El Filibusterismo）和《莫爾加》（Morga）。
隨著美國在美西戰爭中勝出，他們便接管了菲律宾。為了給予菲律宾人更親切的感覺，菲律宾總督威廉·霍华德·塔夫脱於1901年將黎剎稱為「菲律賓民族英雄」。一年後，於1902年2月1日，菲律賓委員會頒布了第345號法案，將12月30日定為公眾假期。
為了強調黎刹日的嚴肅性，總統埃爾皮迪奧·基里諾於1948年6月9日通過了第229號共和法令，禁止民間在黎刹日進行一切斗鸡， 賽馬和回力球活動。

## 歷史上的黎刹日

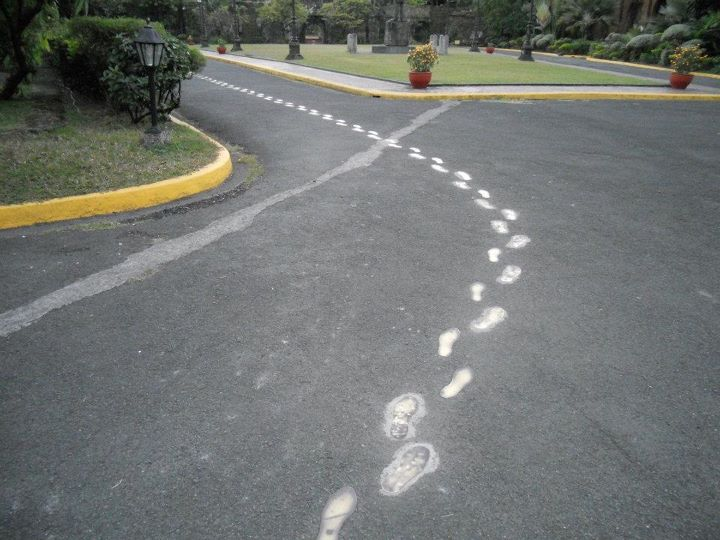
黎刹被處決前的足跡

於1937年12月30日的黎刹日中，總統曼努埃爾·奎松通過第184號聯邦法，將他加祿語定為國語。在日本於二戰佔領菲律宾期間，何塞·帕西亞諾·勞威爾參加了1942年的黎刹日。期間，黎刹的絕命詩《永別了，我的祖國》（Mi último adiós）被譯作日文。
從1936年開始，黎剎日也成為了總統就職日。總統通常選擇獨立看台作為就職典禮場地，因為它正正面向著黎刹的葬身之處，並且亦是1946年菲律賓獨立典禮的舉辦地點。 在1953年第七任總統拉蒙·麥格塞塞的就職典禮上，有約30萬到50萬出席了典禮。
於1996年12月30日，即黎剎逝世百週年紀念期間，人們透過跟著黎刹被處決前的足跡步行以作紀念。

### 黎刹日爆炸案
於2000年12月30日黎刹日當天,穆斯林分裂分子在马尼拉大都會區的五個地方引爆炸彈，造成22人死亡、约一百人受伤。該案被稱為黎刹日爆炸案。

## 更改紀念日子
因為黎刹日在聖誕節和新年期間，所以國家歷史委員會主席朗伯斯·奧坎波建議將黎刹日由12月30日改為6月19日，即黎刹的誕辰。這樣能讓學生參加紀念活動，而不是忙於參加聖誕活動。眾議院通過了此提案，並且將於2008年12月10日實施。但是，此提案最終沒有獲執行。
於2011年4月29日，總統諾諾·艾奎諾宣佈2011年6月20日，即黎刹誕辰翌日，為一個例外的公眾假期，以紀念黎刹150歲誕辰。